# Good Deeds
Pour plus de détails, voir Fiche technique et Distribution.
Good Deeds est un film américain réalisé par Tyler Perry, sorti en 2012.

## Synopsis
La vie réglée d'un homme d'affaires change quand il rencontre une mère célibataire qui travaille comme femme de ménage dans son immeuble de bureaux.

## Fiche technique
- Titre : Good Deeds
- Réalisation : Tyler Perry
- Scénario : Tyler Perry
- Musique : Aaron Zigman
- Photographie : Alexander Gruszynski
- Montage : Maysie Hoy
- Production : Ozzie Areu, Paul Hall et Tyler Perry
- Société de production : Tyler Perry Studios et Lionsgate
- Société de distribution : Lionsgate (États-Unis)
- Pays :  États-Unis
- Genre : Comédie dramatique et romance
- Durée : 129 minutes
- Dates de sortie : 
  -  États-Unis : 24 février 2012

## Distribution
- Tyler Perry : Wesley Deeds
- Thandiwe Newton (VF : Annie Milon) : Lindsey Wakefield
- Gabrielle Union : Natalie
- Eddie Cibrian : John
- Brian White : Walt Deeds
- Jordenn Thompson : Ariel
- Phylicia Rashād : Wilimena
- Beverly Johnson : Brenda
- Rebecca Romijn : Heidi
- Jamie Kennedy (VF : Igor Chometowski) : Mark Freeze
- Andrew Masset : M. Brunson
- Victoria Loving : Mme Brunson
- Tom Thon : Milton
- Susan Shalhoub Larkin : Margaret
- Jennifer Van Horn (VF : Patricia Spehar) : la principale Mackey

## Accueil
Le film a reçu un accueil mitigé de la critique. Il obtient un score moyen de 43 % sur Metacritic.